# سپاکو
سِپاکو مادرخوانده کوروش بزرگ و همسر چوپانی به نام مهرداد بود که کوروش به وی سپرده شد تا کشته شود. هنگامی که کوروش را به مهرداد و سپاکو سپردند، از قضا سپاکو نیز پسری مرده به دنیا آورد، بنابراین سپاکو مانع از کشته شدن کوروش شد و وی را به فرزندی پذیرفت. کوروش تا ۱۲ سالگی نزد مهرداد و سپاکو بود. راجع به ریشۀ نام سپاکو باید گفت که این اسم باید ریشۀ مادی داشته باشد.